# Schizembia grandis
Schizembia grandis är en insektsart som beskrevs av Ross 1944. Schizembia grandis ingår i släktet Schizembia och familjen Anisembiidae. Inga underarter finns listade.